# Tsubaki Chinzan
Tsubaki Chinzan (椿 椿山), de son vrai nom : Tsubaki Hitsu, surnom : Chûta, noms de pinceau : Tatukadô, Kyûan, Shikûan, Hekiin-Sambô, né en 1801 à Edo, aujourd'hui Tōkyō, mort en 1854 est un peintre japonais de l'école de Nanga (peinture de lettré).

## Biographie
Élève de Watanabe Kazan, Tsubaki Chinzan se forme sous son influence et entretient avec lui une amitié constante et durable. À la suite de son maître, il peint des portraits, des fleurs, des oiseaux. Si ses tableaux ont un réalisme à partir des croquis de la vie, son but est d'en capturer l'esprit poétique. Sa technique est toutefois différente de celle de Kazan, il emploie des couleurs fines et riches.
Samouraï attaché au gouvernement des Tokugawa, il est officier dans la troupe des Lances. À cette époque, beaucoup d'officiers lettrés consacrent leurs loisirs à des recherches intellectuelles et Chinzan se consacre à la peinture. Il acquiert très rapidement une grande renommée, il excelle aussi dans l'art de l'orgue.
Il élève Shoka, fils de Kazan à la mort de celui-ci.